# Laparoskopie
Laparoskopie (laparo - řec., měkké místo v těle, skopein - řec., pozorovat) je endoskopická operační metoda břišní chirurgie, při které se pomocí endoskopických nástrojů pod kontrolou kamery provádějí operace orgánů břišní dutiny.
Řadí se mezi relativně nové metody diagnostiky a léčby v chirurgii a jiných oborech, přestože je známa již téměř 100 let, i když ne v takové formě, jak funguje dnes. V běžné medicínské praxi se využívá pouze přibližně 20 let.
Mezi nejčastější laparoskopické operace patří cholecystektomie (odstranění žlučníku), hernioplastika (plastika kýly), apendektomie (odstranění apendixu - červovitého přívěsku slepého střeva). S postupným rozvojem endoskopické techniky se rozvíjí i spektrum laparoskopické operativy. Dnes se v moderní chirurgii laparoskopicky operují téměř všechny orgány břišní dutiny.
Možnosti použití laparoskopie:
- V chirurgii
  - Terapeutická laparoskopie
  - cholecystektomie - odstranění žlučníku
  - hernioplastika - (hernie, lat. kýla), operace kýly
  - apendektomie - odstranění červovitého přívěsku slepého střeva
  - fundoplikace žaludku
  - ošetření perforovaného žaludečního vředu
  - resekce žaludku
  - resekce tenkého a tlustého střeva
  - resekce jater
  - splenektomie - odstranění sleziny

- V gynekologii
  - operace při sterilitě
  - sterilizace
  - laparoskopická myomektomie - odstranění myomu
  - laparoskopicky asistovaná vaginální hysterektomie - odstranění dělohy
  - operace mimoděložního těhotenství

- V urologii
  - laparoskopická nefrektomie - (nephros, řec. ledvina), odstranění ledviny
  - pyelopastika - plastická úprava ledvinné pánvičky
  - prostatektomie - odstranění prostaty
  - cystektomie - odstranění močového měchýře

## Dějiny
První známé vyšetření břišní dutiny přes „klíčovou dírku" uskutečnil roku 1901 Georg Kelling, sice u psa, ale princip napuštění vzduchu a poté vyšetření dutiny břišní za zrakové kontroly zůstal stejný a dál se už jen zdokonaloval. Techniku nazval coelioskopie (coelion, z lat. útroby).
Zanedlouho nastal rozvoj techniky, zdokonalování nástrojů a přístrojů. První vyšetření břišní dutiny u člověka vykonal Dimitrij Ott v r. 1901 za použití světla a zrcadla přes malý nářez břišní stěny. Název laparoskopie jako první použil Heinz Christian Jacobaeus v r. 1910, který referoval o vyšetření hrudníku pomocí endoskopické techniky a nazval jej laparotorakoskopie. Dalšími průkopníky byli G. Berci, A. Cushieri, Kurt Semm, M. Classen, M. Demling, N. Soehendr a Buess. První laparoskopickou operaci, a to apendektomii, uskutečnil německý gynekolog Kurt Semm v r. 1982. Ta však nezaznamenala takový úspěch jako laparoskopická cholecystektomie. Práce o ní, kterou napsal Phillipe Murett v r. 1987, vzbudila pozornost odborné veřejnosti a našla své následovníky. O laparoskopické cholecystektomii referoval však již v r. 1985 Erich Mühe.
Zlatý věk laparoskopie v chirurgii nastal v 90. letech, postupně se rozšířila i do dalších oborů jako je gynekologie a urologie. Rozšířilo se spektrum a indikace výkonů. V posledních letech se do laparoskopické chirurgie zavádí robotizace, která je na rozdíl od konvenční laparoskopie omezena z ekonomických důvodů.

## Laparoskopický postup
1. založení kapnoperitonea - pomocí Veressovy jehly se břišní dutina naplní CO2 do tlaku 8-15 mmHg v závislosti na druhu operace. Při zavádění kapnoperitonea je třeba včas rozpoznat možné komplikace, jako je nafouknutí podkožního vaziva nebo napíchnutí střeva
2. zavedení laparoskopu - nejčastěji v okolí pupku (nad/pod) se zavede trokar a pak laparoskop - speciálně upravená kamera se studeným světlem na bázi optických vláken, se sklonem zorného pole kamery nejčastěji 30°, což umožní operatérovi „vidět za roh"
3. zavedení dalších nástrojů - pod kontrolou kamery se zavedou trokary - speciální vodiče laparoskopických nástrojů z kovu nebo plastu, ve kterých jsou zavedeny laparonástroje (kleště, držáky, disektory...)
4. provedení operace
5. vytažení nástrojů a trokarů pod kontrolou kamery, zašití kůže břišní stěny

## Výhody
- Menší stresová reakce organismu při operaci
- Malá operační rána a z toho vyplývající kratší rekonvalescence, pooperační bolesti a lepší kosmetický efekt
- Preciznější preparace a následné menší poškození struktur a tkání
- Menší ztráta krve
- Detailnější pohled
- Možnost vizuálně prohlédnout ostatní orgány břišní dutiny
- Zůstává možnost přejít ke klasickému řezu v případě komplikací

## Nevýhody
- Poruchy cirkulace a zvýšené hodnoty CO2 v krvi během operace
- Omezené možnosti operování pokročilejších onemocnění - hlavně zánětlivých a nádorových
- Nemožnost „osahat" ostatní orgány - vyšetření orgánů pohmatem (střevo, játra, děloha, vaječníky, močový měchýř, pankreas, žaludek) z důvodu prevence nádorového onemocnění
- Poranění vzniklá při zavádění kapnoperitonea a trokaru:
  - Poškození podkožního vaziva, jeho pohmoždění, popřípadě nekróza
  - Poranění nitrobřišních orgánů

## Laparoskopické nástroje
- Laparoskop - speciálně upravená kamera se studeným světlem na bázi optických vláken, se sklonem zorného pole kamery nejčastěji 30°
- Trokar - kovový, plastový (jednorázový)
- Kleště
- Nůžky
- Skalpel